# Norte chico de Chile

Mapa de las regiones naturales de Chile.
El Norte Chico se encuentra en naranja.

El norte chico de Chile es una de las cinco regiones naturales en que la Corporación de Fomento de la Producción (CORFO) dividió al país en 1950. De acuerdo a esta clasificación sus límites son el río Copiapó por el norte, y el río Aconcagua por el sur. Limita al norte con el Norte Grande (siendo la otra subzona de la Zona norte de Chile), al este con Argentina, al oeste con el océano Pacífico y al sur con la Zona central de Chile. Está formada por la parte centro-sur de la Región de Atacama, la Región de Coquimbo, y la zona al norte del río Aconcagua en la Región de Valparaíso. Sus principales núcleos urbanos son la conurbación La Serena-Coquimbo, Copiapó, Ovalle, San Felipe y Vallenar.

## Clima
Se caracteriza por su clima semiárido, y vegetación variada, desde xerófita hasta mesófita.

## Economía
En esta zona, en torno al manejo muy racional de los recursos de agua dulce, forestas de tamarugos, alpatacos y otras variedades de algarrobo (Prosopis) y auquénidos, pudo desarrollarse prehispánicamente la civilización diaguita en su sector al oeste de la cordillera de los Andes. Según los cronistas, la parcialidad quilme era procedente del Norte Chico, más precisamente de una zona aledaña al Paso de San Francisco.
Se destaca por la producción de pisco, aceite de olivas y por la extracción de minerales, como el hierro y el cobre. Asimismo, es importante el desarrollo de la industria turística, en especial en la zona de La Serena. El principal puerto de la región natural es el de Coquimbo.
Los objetos de la economía que se destacan son:
- Minerales (hierro, carbón, petróleo, entre otros)
- Frutas y verduras

## Principales ciudades

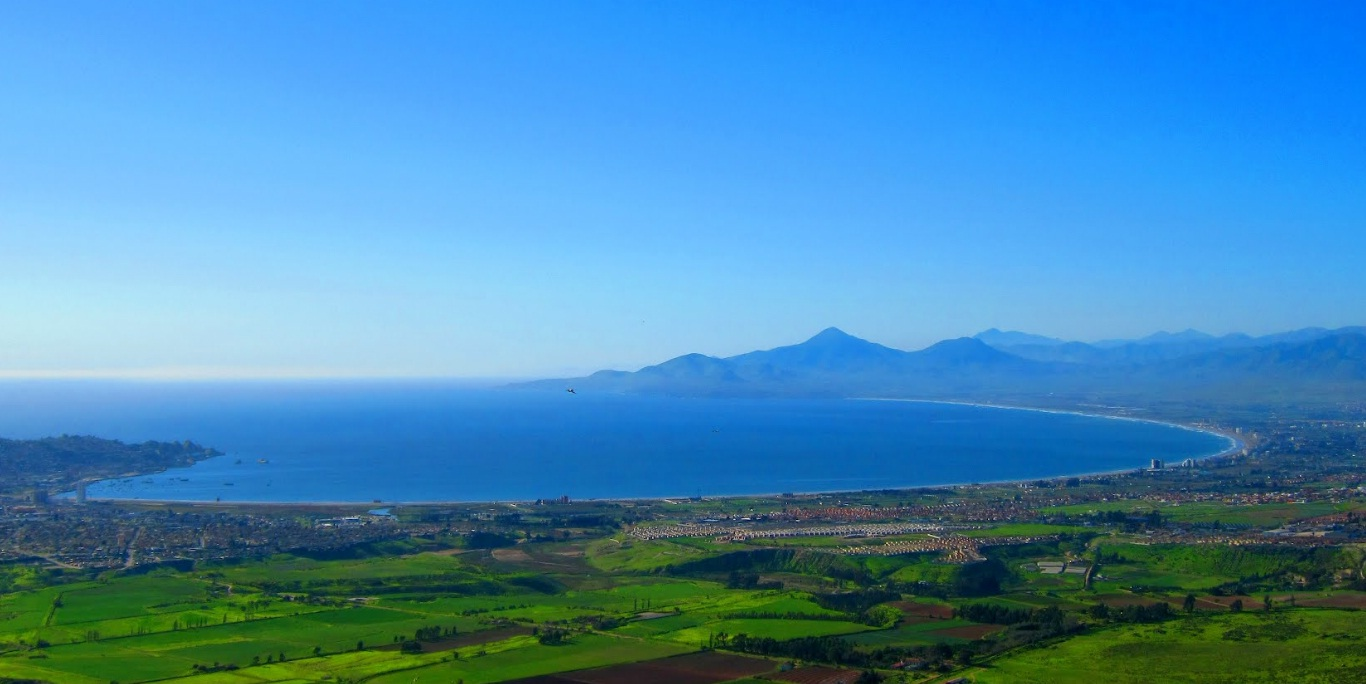
Vista de La Serena y Coquimbo.

Los principales núcleos urbanos del Norte Chico de Chile ordenadas por población urbana (con datos de la población del censo de 2017), provincia y región son:
| Puesto | Ciudad                         | Población | Provincia  | Región     |
| ------ | ------------------------------ | --------- | ---------- | ---------- |
| 1.°    | Conurbación La Serena Coquimbo | 534 239   | Elqui      | Coquimbo   |
| 2.°    | Gran Copiapó                   | 188 710   | Copiapó    | Atacama    |
| 3.°    | Ovalle                         | 123 013   | Limarí     | Coquimbo   |
| 4.°    | San Felipe                     | 85 260    | Aconcagua  | Valparaíso |
| 5.°    | Vallenar                       | 57 301    | Huasco     | Atacama    |
| 6.°    | La Ligua                       | 38 117    | Petorca    | Valparaíso |
| 7.°    | Quintero                       | 37 441    | Valparaíso | Valparaíso |
| 8.°    | Illapel                        | 32 949    | Choapa     | Coquimbo   |

## Áreas silvestres protegidas del Norte Chico
- Monumento Natural Pichasca
- Parque Nacional Bosque Fray Jorge
- Parque Nacional Llanos de Challe
- Parque Nacional Nevado Tres Cruces
- Reserva Nacional Las Chinchillas
- Reserva Nacional Pingüino de Humboldt